# Tang Xianzu
Tang Xianzu (en chino tradicional, 湯顯祖; en chino simplificado, 汤显祖; 24 de septiembre de 1550 - 29 de julio de 1616), nombre de cortesía Yireng (義仍), fue un escritor chino de la dinastía Ming.

## Biografía
Nacido en el seno de una familia de letrados en Linchuan, en la actual provincia de Jiangxi. Su producción literaria es mayoritariamente lírica. Sus obras teatrales están recogidas en una edición que recibió el nombre conjunto de Los cuatro sueños del Pabellón de la Camelia de Jade de Linchuan. A pesar de su calidad como poeta, son sin duda estas obras de teatro y, especialmente El Pabellón de las Peonías, las que le han situado de forma destacada en la literatura china.